# Rumiñahui (Inka)

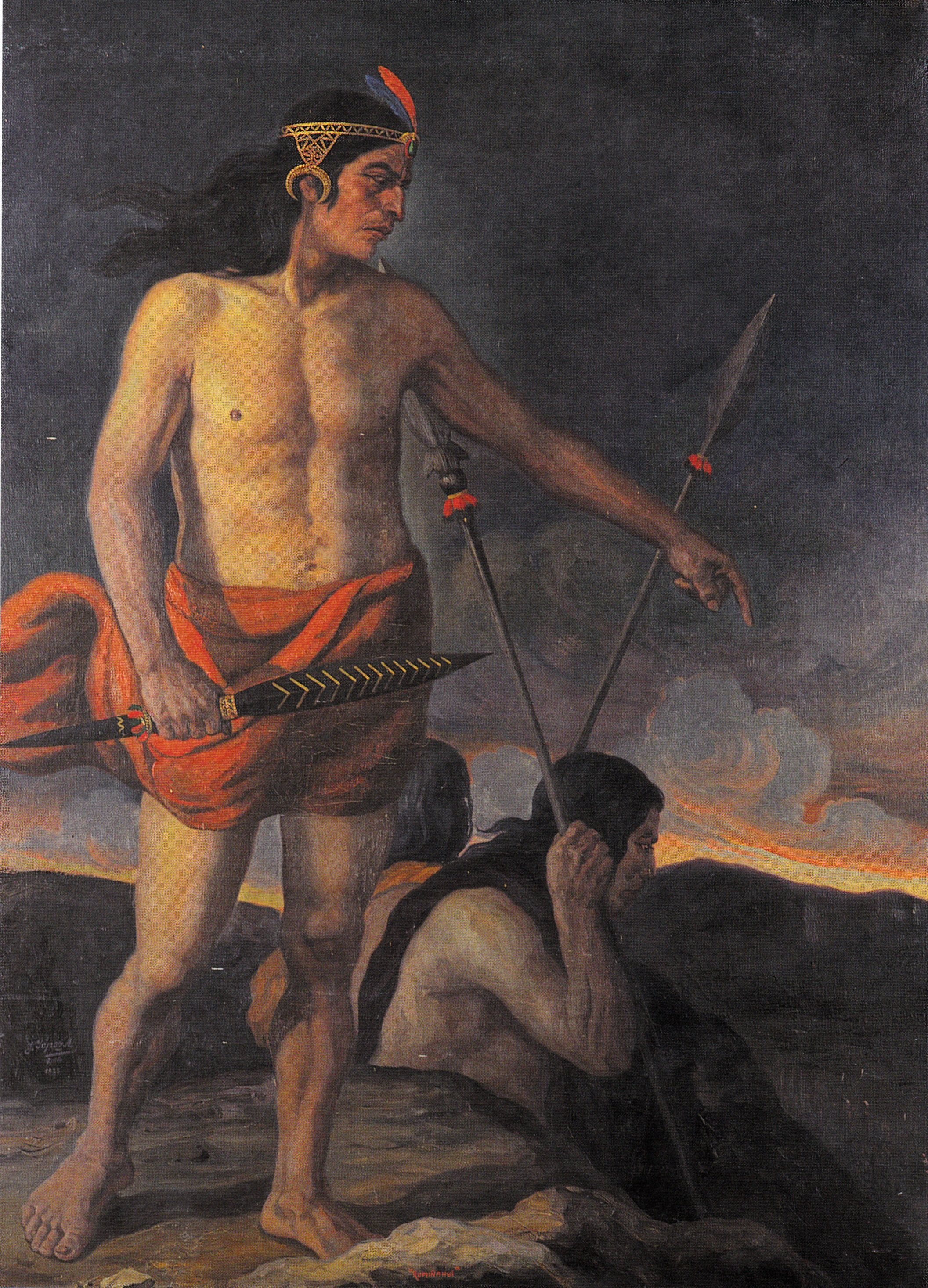
Rumiñahui-Denkmal

Rumiñahui (auch Rumi Ñawi, d. i. Kichwa für Steingesicht oder Steinauge; * Ende des 15. Jahrhunderts; † 25. Juni 1535 bei Quito) war ein Inka-Heerführer unter Atahualpa, der nach dessen Hinrichtung den spanischen Konquistadoren im Norden des Inkareiches Widerstand leistete.
Über das Leben Rumiñahuis gibt es nur wenige gesicherte Informationen. Er war ein Sohn des Inkaherrschers Huayna Cápac und einer der drei bedeutendsten Generäle seines Halbbruders Atahualpas, neben Quizquiz und Chalcuchímac, und zeichnete sich in dessen Bruderkrieg mit Huáscar aus. In diesem Bürgerkrieg bewunderten die Anhänger Atahualpas die unerschütterliche Gelassenheit des Steingesichts, die Anhänger Huáscars hingegen hatten Angst vor der Kälte des Steinauges, benannt nach einem festen Blick im Auge aus einem Lanzenstich im Kampf. Im ersten Halbjahr 1532 eroberten Quizquiz und Chalcuchímac den Süden mit der Hauptstadt Cusco und nahmen Huáscar gefangen, während Rumiñahui den Norden von Tahuantinsuyo (dem Inka-Reich) sicherte. Damit war der Bürgerkrieg beendet.
Rumiñahui begleitete den siegreichen Atahualpa auf seinem Weg in den Süden. Am 16. November 1532 nahm Francisco Pizarro Atahualpa in der Schlacht von Cajamarca im Handstreich gefangen. Rumiñahui, der mit seinen Truppen außerhalb der Stadt lagerte, griff nicht ein, um Atahualpas Leben nicht zu gefährden. Nachdem Pizarro am 26. Juli 1533 Atahualpa in Cajamarca hinrichten ließ, zog er sich weiter in den Norden des Inka-Reiches (die Andenregion des heutigen Ecuador) zurück. Er ließ Atahualpas Bruder Quilliscacha (Illescas) töten und seinen Körper schänden, indem dieser zu einer Trommel verarbeitet wurde, und übernahm selbst die Macht im Norden. 
Er versuchte Sebastián de Belalcázars, der mit einer 200 Mann starken Armee und verbündeten Kañari-Truppen auf Quito vorrückte, aufzuhalten. In einer Schlacht bei Tiocajas (in der heutigen Provinz Chimborazo) gelang es seinen Soldaten erstmals, einige Pferde der Spanier zu töten. Die Schlacht endete dennoch mit einer militärischen Niederlage, in der auch die Söhne Rumiñahuis getötet wurden. Er zog sich daraufhin in die Berge nördlich von Quito zurück, ließ jedoch zuvor offenbar die bedeutende Inkastadt zerstören.

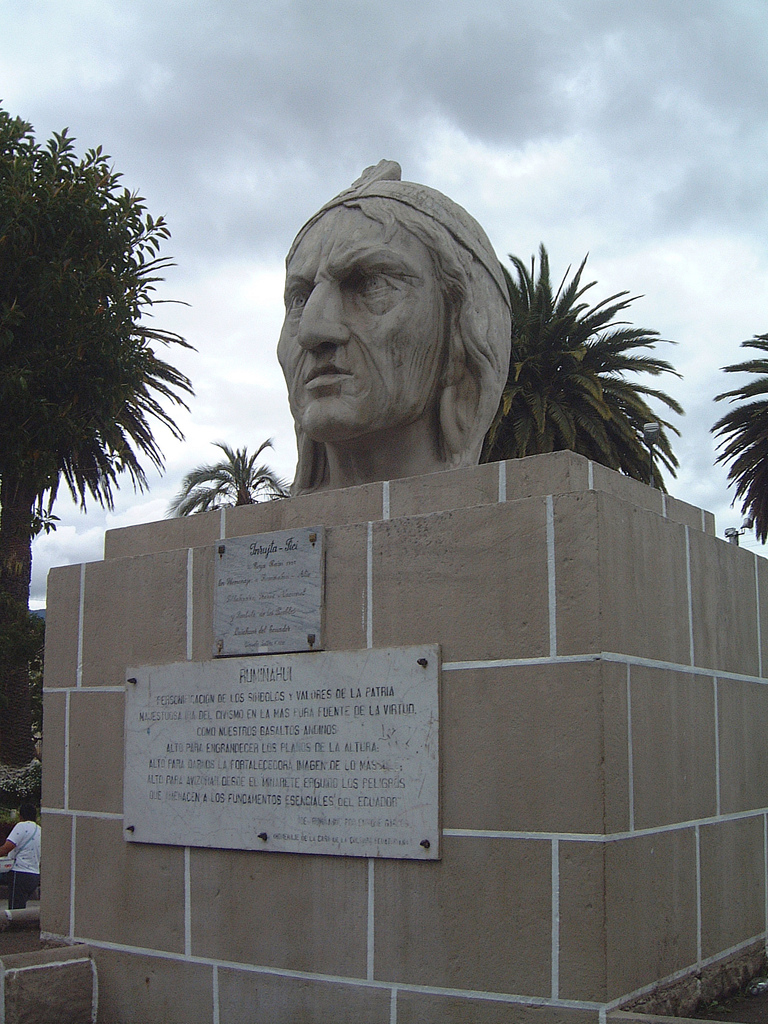
Rumiñahui-Denkmal in Otavalo

In den Jahren 1534 und 1535 unternahm er sporadische Angriffe auf das inzwischen von Belalcázar wiedergegründete, nun spanische Quito. Benalcázar ließ ihn verfolgen. Nach seiner Gefangennahme in den Falten des Vulkans Rumiñahui Mitte 1535 folterte ihn Juan de Ampudia, um das Versteck des sagenumwobenen Schatzes Atahualpas zu erfahren, und richtete ihn hin, nachdem er keine Auskünfte erhielt.